# Werner Otto (futbolista)
Werner Otto   (3 de gener de 1929 - Odenwald, 19 de març de 2025) va ser un futbolista alemany que va jugar internacionalment amb la Selecció del Sarre.